# 帕切科 (特拉帕尼省)
帕切科（義大利語：Paceco）是位于意大利西西里大区特拉帕尼省的一个市镇，建于1607年。2018年人口为11,307人。